# Clem Ruh
Clemens W. Ruh, detto Clem (31 ottobre 1915 – Studio City, 5 ottobre 1973), è stato un cestista statunitense, professionista nella NBL.

## Carriera
Giocò per una stagione nella NBL, disputando 21 partite con 3,7 punti di media.